# 神敏将
神 敏将（じん としゆき、1975年6月22日 - ）は、劇団民藝所属の俳優。青森県弘前市出身。青森県立弘前高等学校卒。青山学院大学経営学部卒。

## 経歴・人物
大学在学中にダンスグループ「世狼」の一員として地下デビュー。初舞台の藤本義一原作のミュージカル「迷子の天使たち」主役。

2001年、『アンネの日記』一般オーディションにて、アンネの恋人ペーター役に選出され、劇団民藝に入団。

弘前高校時代に第13回全国高等学校クイズ選手権に出場。チーム（のび、くどひろ、じん）の一員として東北大会決勝まで進んだ（ちなみにその時の代表は同じ弘前高校の別のチームで、全国大会準々決勝まで進出）。

音楽活動も行っており、同じ劇団民藝所属の俳優・梶野稔とユニット・KAJINを組んでいる。

## 出演作品

### 舞台
- ミュージカル「迷子の天使たち」（2000年 演出：山田卓）
- アンネの日記（2001年・2003年・2004年 演出：丹野郁弓）
- 7月7日の支那人形（2002年 演出：里吉しげみ）
- アルベルト・シュペーア（2002年 演出：丹野郁弓）
- こむぎ（2002年 演出：中島裕一郎）
- 明石原人（2004年・2007年・2008年 演出：丹野郁弓）
- ミュージカル「海底ホスピタル」（2004年 演出：荒巻正）
- 火山灰地（2005年 演出：内山鶉）
- 橋からの眺め（2006年 演出：兒玉庸策）
- エイミーズ・ビュー（2006年・2009年 演出：丹野郁弓）
- 安全牌（2006年 演出：杉本孝次）
- 喜劇の殿さん（2006年 演出：丹野郁弓）
- 双城冬季（2007年 演出：呂涼）
- ミュージカル「シルフィー」（2007年 演出：荒巻正）
- 林の中のナポリ（2007年・2009年・2010年・2011年 演出：丹野郁弓）
- ミュージカル「鶴姫伝説」（2009年 作・作詞：高橋 知伽江　演出：栗城宏　音楽：深沢桂子　編曲：玉麻尚一　振付：尚すみれ）
- 峯の雪（2010年 演出：兒玉庸策）
- ミュージカル「MITSUKO」（2011年 演出：小池修一郎）
- 坂の上の家（2011年 演出：杉本孝次）
- 海霧（2011年・2015年 演出：丹野郁弓）
- ミュージカル「幕末ガール」坊っちゃん劇場公演（2012年 作・作詞・演出：横内謙介　作曲：深沢桂子　振付：ラッキィ池田・彩木エリ）
- チンチン電車と女学生（2012年 演出：鈴木健之亮）
- 満天の桜（2012年 演出：丹野郁弓）
- 奇想天外☆歌舞音曲劇(みゅーじかる)『げんない』坊っちゃん劇場公演(2013年 作・作詞・演出：横内謙介　作曲：深沢桂子　振付：ラッキィ池田・彩木エリ）
- 還暦の歌（2015年 演出：沼沢豊起）
- 真夜中の太陽（2015年・2016年 演出：武田弘一郎）
- 炭鉱の絵描きたち（2016年 演出：兒玉庸策）
- SOETSU（2016年・2017年 演出：丹野郁弓）
- 『アシバー』 沖縄遊侠伝（2016年 演出：水谷龍二）
- 卍の城物語（2017年 演出：畑澤聖悟）
- 『オットーと呼ばれる日本人』（2024年 演出：丹野郁弓）[1]
- 『聴衆0の講演会』（2025年、演出：嶽本あゆ美）[2]

### 映画
- エクレール・お菓子放浪記（2010年 監督：近藤明男）

### テレビドラマ
- 土曜ワイド劇場「秋田新幹線・こまち連続殺人!」（2006年 EX）

### 吹き替え
- 抹殺者（2003年）
- 夏休みのレモネード（2003年）
- WITHOUT A TRACE/FBI 失踪者を追え!シーズン3（2007年）
- クローザー（2008年）

### ラジオドラマ
- 鶴の家（2009年 NHK）

### CM
- 佐藤製薬『胃腸薬イノセア』（2001年）
- やずや『熟成やずやの香醋-老優編』（2007年）